# Carl Ulysses von Salis-Marschlins
Carl Ulysses von Salis-Marschlins (Landquart, 28 settembre 1760 – Landquart, 13 (o 16) gennaio 1818) è stato un naturalista, viaggiatore e politico svizzero.

## Biografia

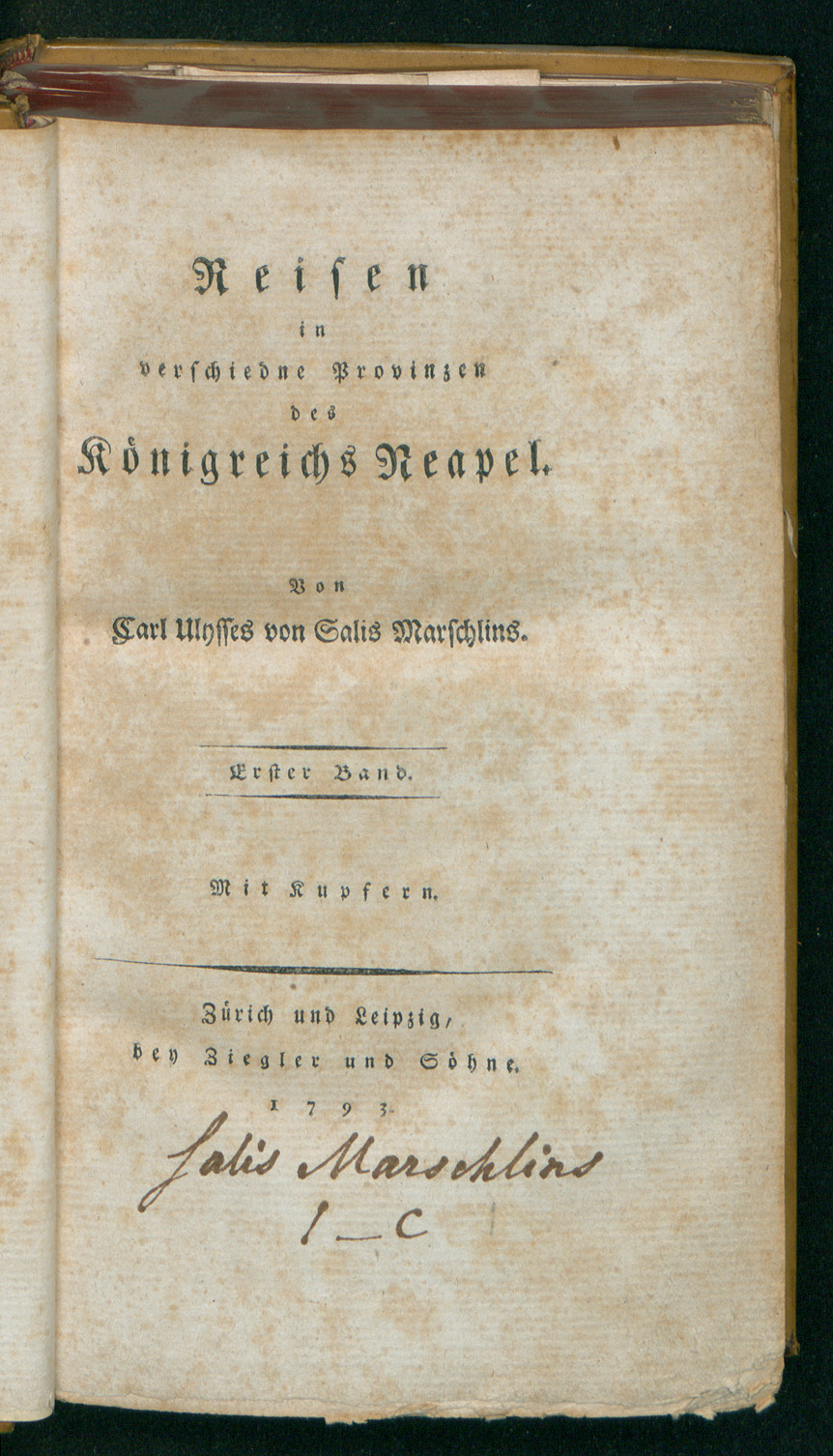
Reisen in verschiedene provinzen des Königreichs Neapel, 1793

Carl Ulysses von Salis-Marschlins nacque nel castello di Marschlins, era figlio di Ulysses von Salis-Marschlins e di Anna Paula.
Studiò dapprima presso il Philanthropinum di Marschlins e poi diritto all'Accademia di Digione (1777-78). 
Tra il 1799 e il 1800 fu tenuto in ostaggio a Salins (Franca Contea) e San Gallo. Membro della Dieta cantonale e Landamano dei Cinque villaggi (1801), fu eletto giudice dell'alta Corte d'appello grigionese (1803) e presiedette il neocostituito Consiglio della sanità dei Grigioni (1805-09). 
Il suo interesse per le scienze naturali, l'agricoltura, la storia e la pedagogia lo fece entrare in contatto anche con studiosi stranieri. Pubblicò opere sulle impressioni del suo viaggio in Sicilia e a Napoli del 1788-89 e sulla sua esperienza come ostaggio. Collaborò inoltre alle pubblicazioni Der Sammler e Der neue Sammler e fu editore della rivista Alpina (1806-09).
Nella sua opera Reisen in verscheidene Provinzen des Königreichs Neapel descrisse le tappe del suo viaggio nel Regno di Napoli.

## Opere
- Reisen in verschiedene provinzen des Königreichs Neapel, Zürich & Leipzig, Ziegler & Söhne, 1793.